# Língua ibo
Ibo ou igbo (em ibo: Asụsụ Igbo) é uma língua falada na Nigéria por cerca de 20-25 milhões de pessoas, os ibos, especialmente na região sudeste, anteriormente conhecida como Biafra e em partes da região sul-sudeste da Nigéria. É escrita em alfabeto latino. O ibo é uma língua tonal, como o ioruba ou o chinês. Existem centenas de dialetos diferentes e línguas iboides incluídas na língua iba, tais como os dialetos icuerrê enuane e o epeiê. O ibo é uma das únicas línguas do mundo em que os sons podem ser produzidos de forma ingressiva, isto é, por meio da entrada de ar dentro do organismo.

## Dialetos
O ibo se divide em vários dialetos, a maioria mutuamente inteligíveis entre si, são eles; bende, owerri, ngwa, umuahia, nnewi, onitsha, awka, abriba, arochukwu, nsukka, mbaise, abba, ohafia, abor, wawa okigwe e ukwa/ndoki. O alto grau de semelhança entre estes dialetos faz com que formem uma continuidade dialectal.

## Sons
O ibo é uma língua tonal com dois tons distintivos; alto e baixo, possui harmonia vocálica
|  |

|                     | Bilabial | Bilabial | Labio- dental | Labio- dental | Dental | Dental | Alveolar | Alveolar | Post- alveolar | Post- alveolar | Palatal | Palatal | Velar | Velar | Labializada velar | Labializada velar | Glotal | Glotal | Labial- velar | Labial- velar |
| ------------------- | -------- | -------- | ------------- | ------------- | ------ | ------ | -------- | -------- | -------------- | -------------- | ------- | ------- | ----- | ----- | ----------------- | ----------------- | ------ | ------ | ------------- | ------------- |
| Oclusivas           | p        | b        |               |               | t      | d      |          |          |                |                |         |         | k     | g     | kʷ                | gʷ                |        |        | k͡p            | g͡b            |
| Nasais              | m        | m        |               |               |        |        | n        | n        |                |                | ɲ       | ɲ       | ŋ     | ŋ     | ŋʷ                | ŋʷ                |        |        |               |               |
| Fricativas          |          |          | f             |               |        |        | s        | z        | ʃ              |                |         |         |       | ɣ     |                   |                   |        | ɦ      |               |               |
| Africadas           |          |          |               |               |        |        |          |          | ʧ              | ʤ              |         |         |       |       |                   |                   |        |        |               |               |
| Aproximantes        |          |          |               |               |        |        |          |          | ɹ              | ɹ              | j       | j       |       |       |                   |                   |        |        | w             | w             |
| Lateral aproximante |          |          |               |               |        |        |          |          | l              | l              |         |         |       |       |                   |                   |        |        |               |               |